# Chthamalidae
Chthamalidae är en familj av kräftdjur. Enligt Catalogue of Life ingår Chthamalidae i överfamiljen Chthamaloidea, ordningen Sessilia, klassen Maxillopoda, fylumet leddjur och riket djur, men enligt Dyntaxa är tillhörigheten istället ordningen långhalsar och havstulpaner, klassen Maxillopoda, fylumet leddjur och riket djur. Enligt Catalogue of Life omfattar familjen Chthamalidae 13 arter. 
Kladogram enligt Catalogue of Life och Dyntaxa:
| Chthamalidae | \| \| Chamaesipho \| \| \| \| \| \| Chthamalus \| \| \| \| \| \| Euraphia \| \| \| \| \| \| Nesochthamalus \| \| \| \| |
|              | \| \| Chamaesipho \| \| \| \| \| \| Chthamalus \| \| \| \| \| \| Euraphia \| \| \| \| \| \| Nesochthamalus \| \| \| \| |
|              | Catophragmidae |
|              | |
|              | Chamaesipho |
|              | |
|              | Chthamalus |
|              | |
|              | Euraphia |
|              | |
|              | Nesochthamalus |
|              | |

|  | Chamaesipho    |
|  |                |
|  | Chthamalus     |
|  |                |
|  | Euraphia       |
|  |                |
|  | Nesochthamalus |
|  |                |

## Bildgalleri

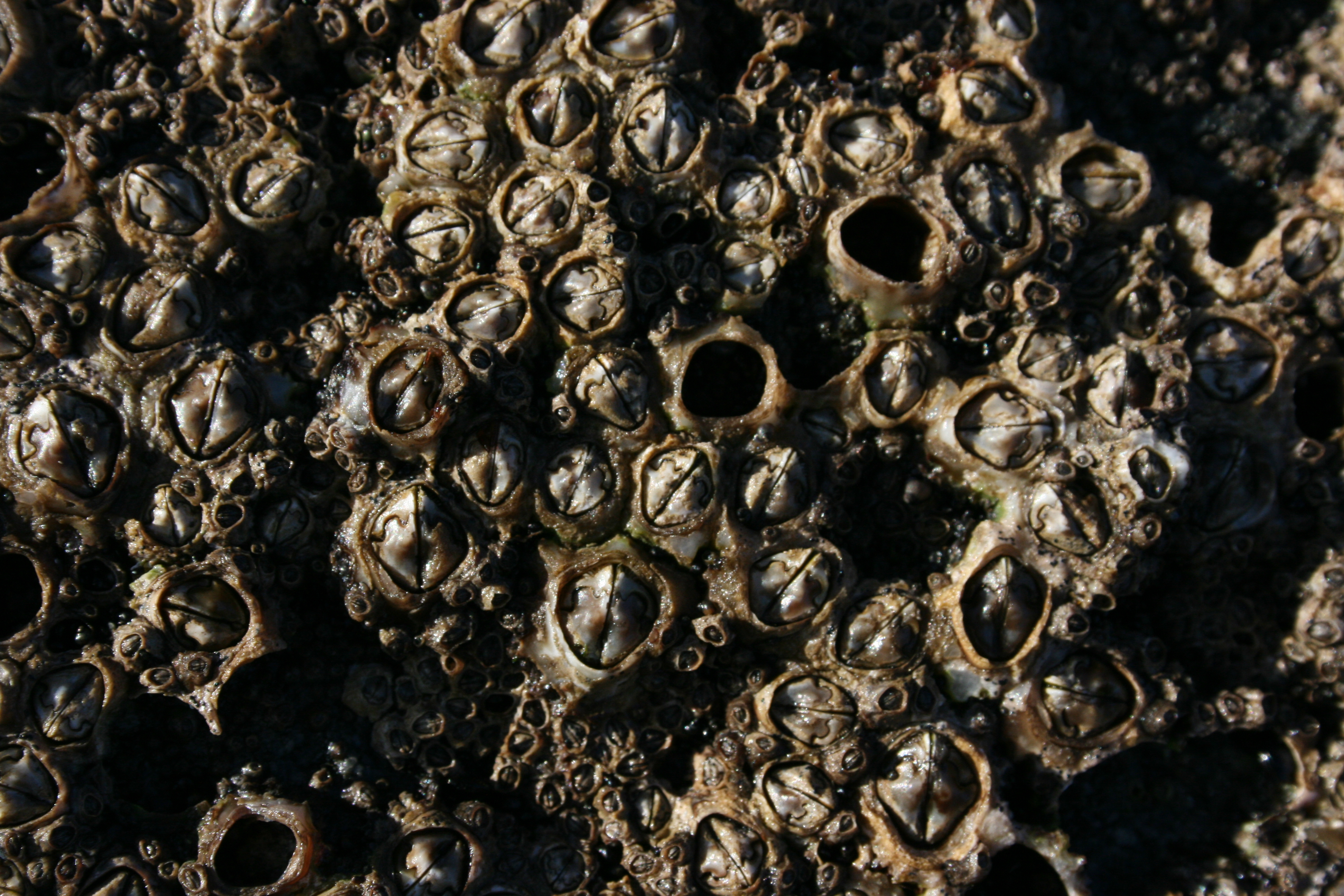
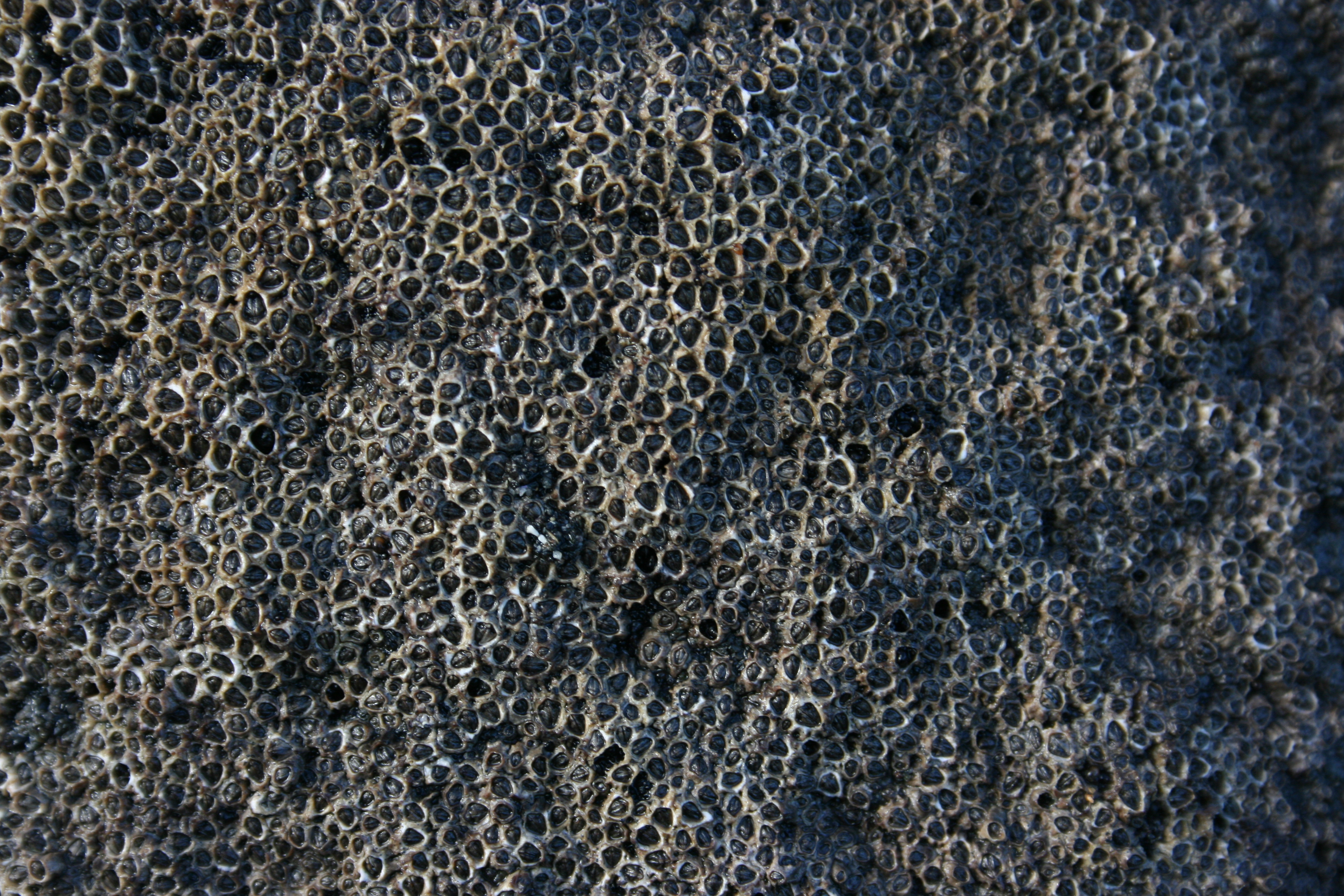
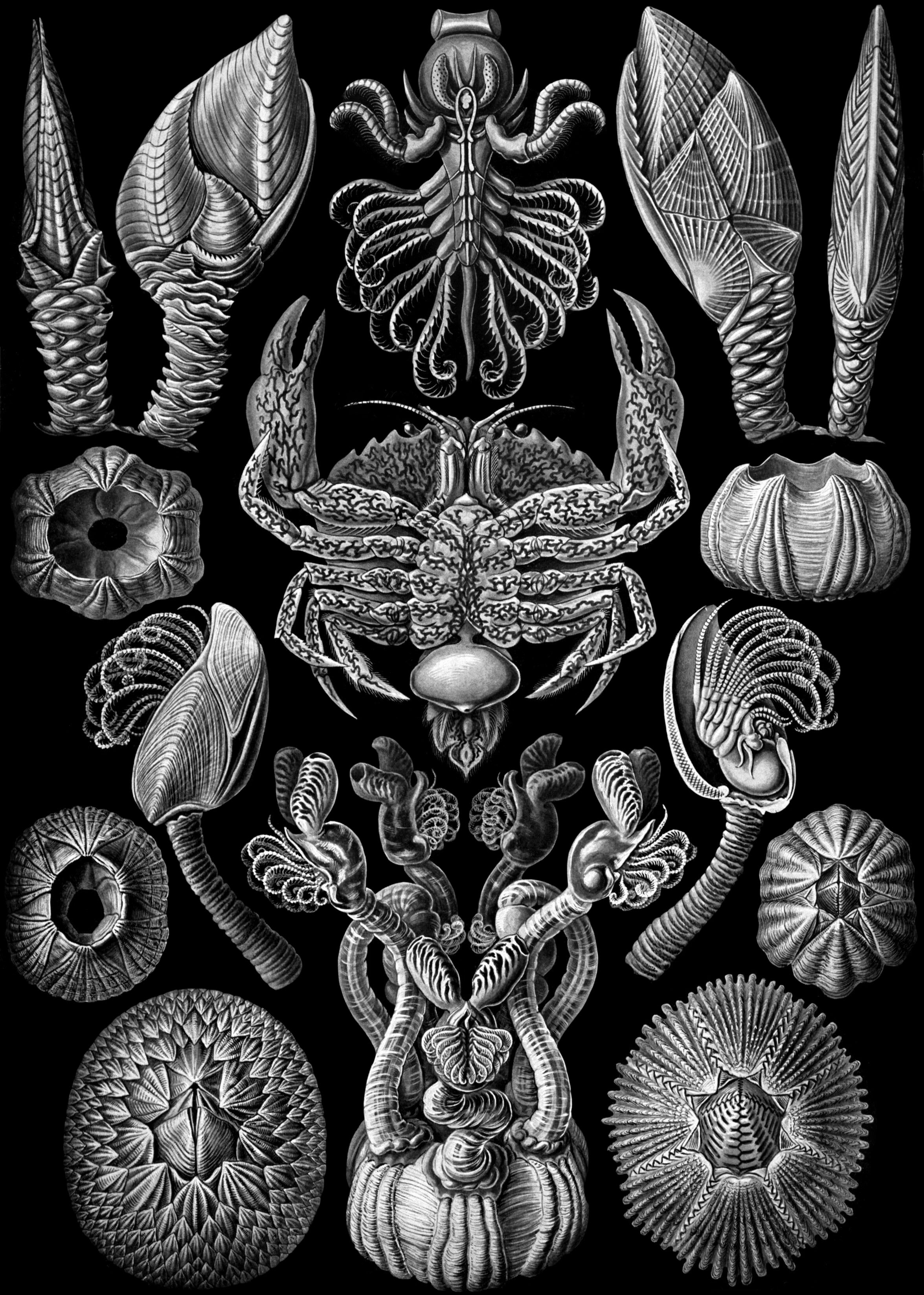
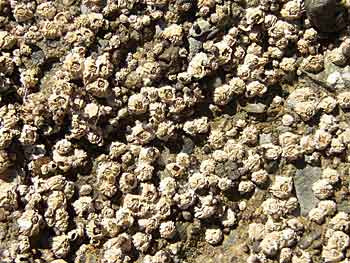
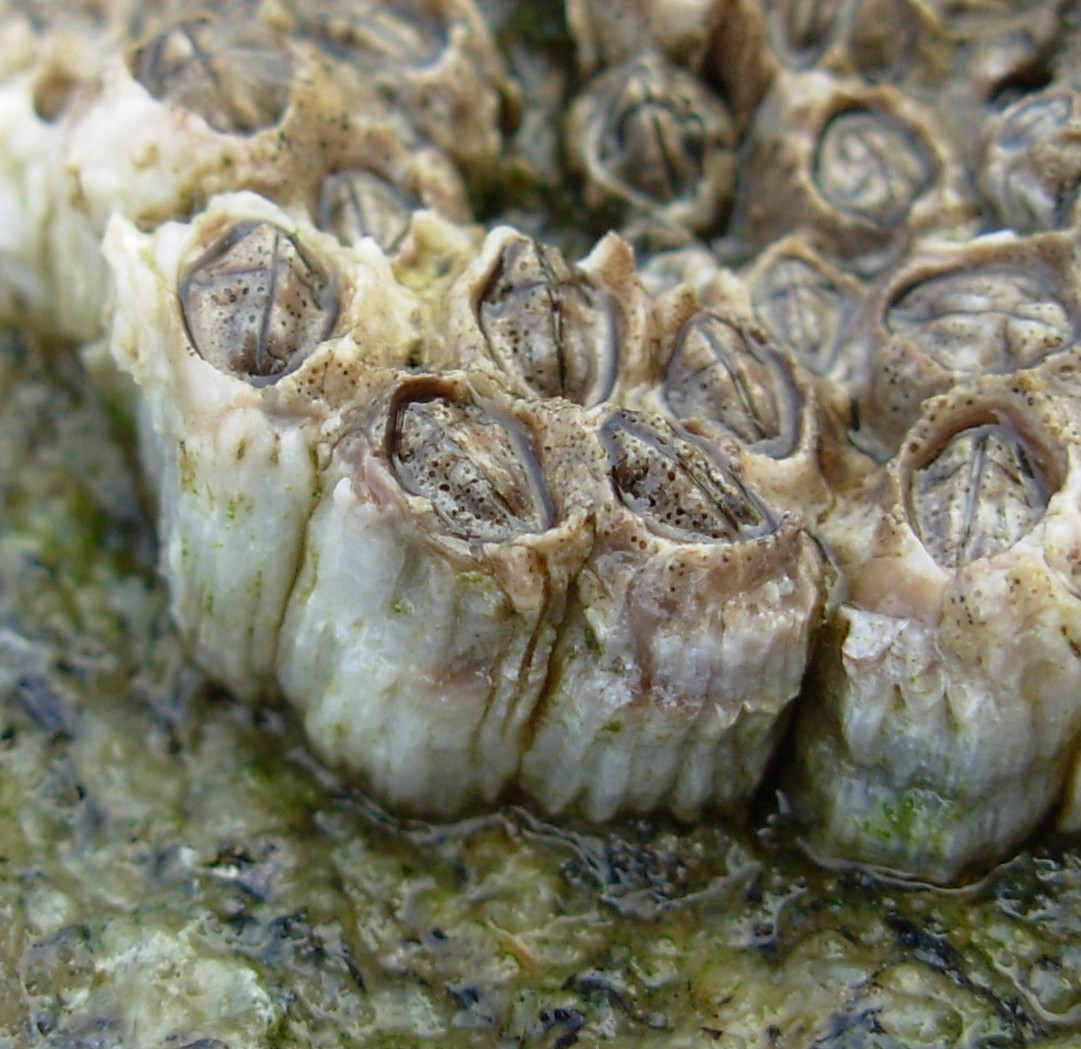